# Jesper Hansen (piłkarz)
Jesper Hansen (ur. 31 marca 1985 w Slangerup) – duński piłkarz występujący na pozycji bramkarza. Zawodnik klubu Aarhus GF.

## Kariera klubowa
Hansen treningi rozpoczął w zespole Ølstykke FC. W 2000 przeszedł do juniorów klubu Farum BK. W 2003 roku, po zmianie nazwy na FC Nordsjælland, został włączony do jego pierwszej drużyny. W grudniu 2004 roku został wypożyczony do Ølstykke, grającego w 1. division. Do końca sezonu 2004/2005 rozegrał tam 37 spotkań. Potem wrócił do Nordsjælland. W jego barwach zadebiutował 17 marca 2008 w przegranym 0:1 meczu rozgrywek Superligaen z FC Midtjylland. W 2010 roku, a także w 2011 zdobył z zespołem Puchar Danii. W 2012 wywalczył z nim natomiast mistrzostwo Danii.
W sierpniu 2013 podpisał kontrakt z Évian TG. W sezonie 2015/2016 był piłkarzem Bastii, a w sezonie 2016/2017 – Lyngby BK. W 2017 przeszedł do Midtjylland. W sezonach 2017/2018 oraz 2019/2020 wywalczył mistrzostwo Danii, a w sezonie 2018/2019 puchar kraju. Latem 2021 został zawodnikiem Aarhus GF.
| Sezon   | Klub               | Kraj    | Rozgrywki   | Mecze | Bramki | Rozgrywki Europy                     | Mecze | Bramki |
| ------- | ------------------ | ------- | ----------- | ----- | ------ | ------------------------------------ | ----- | ------ |
| 2003/04 | FC Nordsjælland    | Dania   | SAS Ligaen  | 0     | 0      | –                                    | –     | –      |
| 2004/05 | Ølstykke FC (wyp.) | Dania   | Duńska 1.   | 17    | 0      | –                                    | –     | –      |
| 2005/06 | Ølstykke FC (wyp.) | Dania   | Duńska 1.   | 20    | 0      | –                                    | –     | –      |
| 2006/07 | FC Nordsjælland    | Dania   | SAS Ligaen  | 0     | 0      | –                                    | –     | –      |
| 2007/08 | FC Nordsjælland    | Dania   | SAS Ligaen  | 15    | 0      | –                                    | –     | –      |
| 2008/09 | FC Nordsjælland    | Dania   | SAS Ligaen  | 18    | 0      | Liga Europy UEFA                     | 6     | 0      |
| 2009/10 | FC Nordsjælland    | Dania   | SAS Ligaen  | 21    | 0      | –                                    | –     | –      |
| 2010/11 | FC Nordsjælland    | Dania   | Superligaen | 32    | 0      | Liga Europy UEFA                     | 2     | 0      |
| 2011/12 | FC Nordsjælland    | Dania   | Superligaen | 32    | 0      | Liga Europy UEFA                     | 2     | 0      |
| 2012/13 | FC Nordsjælland    | Dania   | Superligaen | 33    | 0      | Liga Mistrzów UEFA                   | 6     | 0      |
| 2013/14 | FC Nordsjælland    | Dania   | Superligaen | 2     | 0      | Liga Mistrzów UEFA                   | 0     | 0      |
| 2013/14 | Evian TG           | Francja | Ligue 1     | 22    | 0      | –                                    | –     | –      |
| 2014/15 | Evian TG           | Francja | Ligue 1     | 15    | 0      | –                                    | –     | –      |
| 2015/16 | SC Bastia          | Francja | Ligue 1     | 4     | 0      | –                                    | –     | –      |
| 2016/17 | Lyngby BK          | Dania   | Superligaen | 35    | 0      | –                                    | –     | –      |
| 2017/18 | FC Midtjylland     | Dania   | Superligaen | 35    | 0      | Liga Europy UEFA                     | 8     | 0      |
| 2018/19 | FC Midtjylland     | Dania   | Superligaen | 34    | 0      | Liga Mistrzów UEFA, Liga Europy UEFA | 6     | 0      |
| 2019/20 | FC Midtjylland     | Dania   | Superligaen | 34    | 0      | Liga Europy UEFA                     | 2     | 0      |
| 2020/21 | FC Midtjylland     | Dania   | Superligaen | 18    | 0      | Liga Mistrzów UEFA                   | 8     | 0      |

Stan na: 5 lipca 2021

## Kariera reprezentacyjna
Hansen jest byłym reprezentantem Danii U-16, U-17, U-18, U-19, U-20 oraz U-21. W dorosłej reprezentacji Danii zadebiutował 31 stycznia 2013 w zremisowanym 1:1 meczu towarzyskim z Meksykiem.

## Sukcesy

### FC Nordsjælland
- Mistrzostwo Danii: 2011/2012
- Puchar Danii: 2009/2010, 2010/2011

### FC Midtjylland
- Mistrzostwo Danii: 2017/2018, 2019/2020
- Puchar Danii: 2018/2019